# パラコート連続毒殺事件
パラコート連続毒殺事件（パラコートれんぞくどくさつじけん）とは、1985年（昭和60年）4月30日から11月24日の間に日本各地で連続発生した毒物混入・毒殺事件である。
何者かが除草剤のパラコートなどを飲料に混入させ、少なくとも13人（男性12人、女性1人）を死亡させた。パラコート入り飲料は自動販売機の付近や商品受け取り口に置かれ、被害者はそれらを「取り忘れの商品を幸運にも見つけた」と判断し、飲んでしまったことで命を落とした。
2005年に全ての事件の公訴時効が成立した未解決事件である。当時は監視カメラも少なく、物的証拠も乏しかったため、犯人の特定に至らぬまま未解決事件となった。したがって、一連の事件が全て同一人物の犯行によるものかも不明である。半年あまりの期間中、関連が疑われる事件で少なくとも13人が死亡し、加えて模倣犯や自作自演による事件も起こった。

## 背景

### 青酸コーラ殺人事件による影響
歴史学者の濱田浩一郎によれば、本事件の8年前に発生した青酸コーラ無差別殺人事件を受け、自動販売機で販売される飲料は、開封済みが判別しやすい構造へ改良されていったという。例えば、瓶入りの飲料は、初めて開封する際にリング状の封印部分がちぎれて落ちる構造となり、缶入りの飲料は、一度開けると戻せなくなるプルトップ式となった。
しかし、本事件当時はこれら変更の移行期間であり、社会的にも開封・未開封を判別する意識が充分に浸透していなかった。また、先例の青酸コーラ無差別殺人事件が東京や大阪といった大都市で発生したのに対して、本事件は郊外地域での被害が多かった。

### パラコートの取り扱い
パラコートを含有する除草剤は1965年（昭和40年）に日本国内で発売された。1985年当時、24%濃度の液剤の形で市販されており、18歳以上で印鑑さえ持参すれば、農業協同組合で誰でも購入可能であった。液剤の経口致死量は成人で8ミリリットルから16ミリリットル程度で、解毒剤は存在しない。

## 事件および犠牲者
全13件。死者は13名。すべて1985年。年齢はすべて当時のもの。いずれも自動販売機付近に置いてあった清涼飲料水に毒物が混入されていた。商品取り出し口への設置が最も多かったが、自動販売機の上や下に置かれていた事例もあった。
最初の事件のみ4月で、それ以外の事件は9月〜11月に発生している。また、事件発生場所は西日本が中心だが、東日本でも計4件発生している。
混入先となった飲料は、「オロナミンC」6件、「コカ・コーラ」2件、「リアルゴールド」2件、不明2件。混入毒物はパラコートがほとんどだったが、1件のみ別の除草剤であるジクワットが使用された。事件を受け、オロナミンCを販売する大塚製薬は、蓋の形状をスクリューキャップからマキシキャップに改良している。
なお、下記13件のほか、7月11日に京都府福知山市で48歳の男性がパラコート入りの飲料を飲み死亡している。しかし、本件は自殺の可能性を指摘されており、一連の事件の中には含まれない事も多い。
| 月日     | 場所             | 性別 | 年齢 | 詳細 |
| -------- | ---------------- | ---- | ---- | --- |
| 4月30日  | 広島県福山市     | 男性 | 45歳 | トラック運転手が飲料を購入した際、自動販売機の上に置かれていたオロナミンCを飲んだ。2日後の5月2日に死亡。男性の嘔吐物からパラコートが検出され、毒殺と判明した。                   |
| 9月11日  | 大阪府泉佐野市   | 男性 | 52歳 | 釣りから帰る途中、オロナミンCを購入。取り出し口にすでに同じ商品があることに気づき、2本とも持ち帰る。帰宅後に飲み、9月14日に死亡。飲み残しからパラコートを検出。                  |
| 9月12日  | 三重県松阪市     | 男性 | 22歳 | 大学生が自宅近くの自動販売機で気づき、2本とも持ち帰る。帰宅後に飲み、9月14日に死亡。本件のみ検出された毒物はジクワット。                                                         |
| 9月19日  | 福井県今立町     | 男性 | 30歳 | 今立町（現越前市）で、自動販売機の下にあったコーラを飲んだところ、気分不調を訴えて病院に駆け込んだ。9月22日に死亡。胃洗浄、飲み残したコーラの両方からパラコートを検出。          |
| 9月20日  | 宮崎県都城市     | 男性 | 45歳 | 自動販売機で飲み物を買おうとして、取り出し口にリアルゴールドが2本あるのを見つけて持ち帰る。帰宅後に飲んだところ、気分不調を訴える。9月22日に死亡。飲み残しからパラコートを検出。 |
| 9月23日  | 和歌山県九度山町 | 男性 | 50歳 | 飲み物を買おうとして、取り出し口にオロナミンCを2本見つけ、持ち帰る。9月25日の午前中に飲む。翌日に容態が急変し、10月7日に死亡。                                                   |
| 10月5日  | 埼玉県鴻巣市     | 男性 | 44歳 | 飲み物を買おうとして、取り出し口にオロナミンCが2本あるのを見つけて持ち帰る。翌日飲み、10月21日に死亡。飲み残しよりパラコート検出。                                               |
| 10月15日 | 奈良県橿原市     | 男性 | 69歳 | 取り出し口に飲料が2本あるのに気づき、持ち帰る。帰宅後に飲み、11月13日に死亡。飲み残しからパラコート検出。                                                                        |
| 10月21日 | 宮城県           | 男性 | 55歳 | 死亡。 |
| 10月28日 | 大阪府河内長野市 | 男性 | 50歳 | 取り出し口のオロナミンCを見つけて飲み、死亡。 |
| 11月7日  | 埼玉県浦和市     | 男性 | 45歳 | 浦和市（現さいたま市）で、オロナミンCを購入。取り出し口に2本あることに気づき、両方とも持ち帰る。帰宅後に飲み、11月16日に死亡。                                                   |
| 11月17日 | 埼玉県児玉郡     | 女性 | 17歳 | 女子高校生が飲料を購入した際、取り出し口にあったコーラを見つけて持ち帰る。飲んだ一週間後に死亡。飲み残しからパラコート検出。                                                     |
| 11月24日 | 石川県金沢市     | 男性 | 25歳 | 牛乳を購入した際、取り出し口にあったコーヒー牛乳を見つけて持ち帰る。飲んだ47日後に死亡。飲み残しからパラコート検出。確認されている限り最後の犠牲者。                             |

## 影響
1986年（昭和61年）2月、厚生省と農水省は、販売時の記名において身分証明書の提示を求めることに合意した。 また、同時期にジクワットとの混合製剤が発売されるなど、メーカー側も対処に当たるようになり、以降、パラコート中毒者数は急激に減少した。しかし、2000年代以降も日本国内の農薬中毒による死亡者の約40％を占めている。

### 自作自演
9月27日・東大阪市の自動販売機
中学生が、飲料を飲んで「変な味がする」と警察に訴え入院するも、後に自ら殺虫剤を混入して飲んだことが判明。「連続事件の犠牲者として入院すれば、同情したクラスメイトらが見舞いに来てくれると思った」と供述している。
9月30日・福井県の自動販売機
男性（22歳）が、「変な味がする」と警察に訴える。自らが殺虫剤を混入していたことが発覚し、逮捕される。
12月11日・群馬県沼田市の自動販売機
飲料を飲んだ中学生が、混入していたパラコートにより倒れる。後に、自ら飲む寸前にパラコートを入れ、自殺を図っていたことが判明。

### 模倣犯
いずれも東京都内。死者はなし。
9月25日・世田谷区上北沢の自動販売機
飲料を飲んだ大学生が、「変な味がする」と警察に訴える。石灰硫黄合剤が含まれていたことが判明。犯人は不明。
9月27日・北区の自動販売機
飲料を飲んだ44歳の女性が、「変な味がする」と警察に訴える。石灰硫黄合剤が含まれていたことが判明。犯人は不明。
12月31日・飲食店の飲み物
23歳の男性が、パラコートをわざと飲食店の飲み物に混入させ無差別殺人を図り、その会社を倒産に追い込んだ。逮捕後、男は「その会社に恨みがあって復讐をしてやりたかった」と供述した。

## 類似事件
2019年（令和元年）11月13日午後6時ごろ、秋田県横手市増田町の雑貨店前に設置された自動販売機から30代の男性が缶ビールを購入した際、買ったものとは別銘柄の缶ビールが取り出し口にあるのを見つけた。
男性は店主に報告し、店主が確認したところ、缶の底面には直径1ミリメートルから2ミリメートル程度の穴が空いており、そこから内容液が漏れ、青い固体が周囲に付着していた。開封し中身を注ぐと、通常のビールと異なる青みがかった色だったという。店主は一週間後の11月20日、空になった缶を近所の交番に届け出た。
11月29日に秋田県横手警察署は「パラコートが検出された」と発表した。上述の経緯から「何者かが意図的に農薬を注入した」と推察し、威力業務妨害の容疑などで捜査するとともに、「不審物を発見した際は絶対に口にせず、警察へ届け出て」と注意喚起を行った。なお、事件当時パラコートは毒物に指定されており、一般的には入手困難であった。

## 関連書籍
- 永寿日郎『液体殺人 連続毒ドリンク事件』（太田出版、2000年）